# Fenjie (köpinghuvudort i Kina, Jiangsu Sheng, lat 32,28, long 120,33)
Fenjie är en köpinghuvudort i Kina. Den ligger i provinsen Jiangsu, i den östra delen av landet, omkring 150 kilometer öster om provinshuvudstaden Nanjing. Antalet invånare är 51 071. Befolkningen består av 26 475 kvinnor och 24 596 män. Barn under 15 år utgör 14,0 %, vuxna 15-64 år 69 %, och äldre över 65 år 16,0 %.
Runt Fenjie är det tätbefolkat, med 762 invånare per kvadratkilometer. Närmaste större samhälle är Huangqiao, 10,0 km väster om Fenjie. Trakten runt Fenjie består till största delen av jordbruksmark.
Genomsnittlig årsnederbörd är 1 307 millimeter. Den regnigaste månaden är juli, med i genomsnitt 264 mm nederbörd, och den torraste är januari, med 34 mm nederbörd.